# Labeobarbus altianalis
Labeobarbus altianalis (Syn.: Barbus altianalis), Englisch Ripon Barbel, in Uganda Enzuguli, in Ruanda Inkwekwe und in Kenia Fwani genannt, ist eine große afrikanische Barbenart.

## Beschreibung
Labeobarbus altianalis hat folgende  Flossenformel: Dorsale 9–11, Anale 5–6. Die vordere Bartel kann bis an die mittlere Augenhöhe reichen, ist jedoch in der Regel sehr kurz. Die hinteren Barteln sind länger. Die Lippen sind stark ausgeprägt.
In den ostafrikanischen Seen wurden Exemplare bis 18 Kilogramm und etwa 110 Zentimetern Länge gefangen.

## Verbreitung und Lebensraum
Labeobarbus altianalis ist in Ostafrika beheimatet. Sie kommt in Kenia, Tansania, Ruanda, Burundi, Uganda und Kongo vor. Die Fischart ist im Lake Kiwu, dem Ruzizi-Fluss bis zum Flussdelta, Akagera unterhalb der Rusumo Falls vor. Außerdem findet man die Fischart im Eduardsee, Victoriasee und Kyogasee.

## Lebensweise
Labeobarbus altianalis bevorzugt Gewässer mit Sand- oder Kiesgrund. Jungfische halten sich überwiegend in Fließgewässern auf, während adulte Tiere sowohl in Flüssen als auch in Seen leben. In Seen dienen hauptsächlich Mollusken als Ernährungsgrundlage, während Insektenlarven in hartgründigen Gewässern eine große Bedeutung in der Ernährung von Labeobarbus altianalis besitzen. Die Tiere fressen außerdem pflanzliche Nahrung, Krebstiere und kleine Fische. Pflanzenreste überwiegend von Jungfischen. Barbus altianalis ist ovipar.

## Nutzen
Labeobarbus altianalis ist Speisefisch und Sportfisch vor allem in der Region um den Kagera River.

### Gefährdungssituation
Labeobarbus altianalis gehört aufgrund seines weiten Verbreitungsgebietes und seiner omnivoren Ernährungsgewohnheiten derzeit nicht zu den bedrohten Fischarten in Afrika. Lokale Populationen können jedoch kurzfristig durch Erosion nach Kahlschlag in den umliegenden tropischen Regenwäldern und der damit verbundenen Eintrübung der Gewässer kurzfristig in Mitleidenschaft gezogen werden. Stark mit Sedimenten angereicherte Gewässer bieten kaum Wachstumsgrundlage für Unterwasserpflanzen und somit auch wenig Überlebenschancen für die Jungfische. Labeobarbus altianalis gehört zu den langsam wachsenden Fischarten und benötigt daher auch relativ lang, um geschlechtsreif zu werden. Eine zunehmende unkontrollierte Überfischung am Kagera River könnte ebenfalls zu einer Bedrohung werden.